# アフリカの地理
アフリカの地理（アフリカのちり）

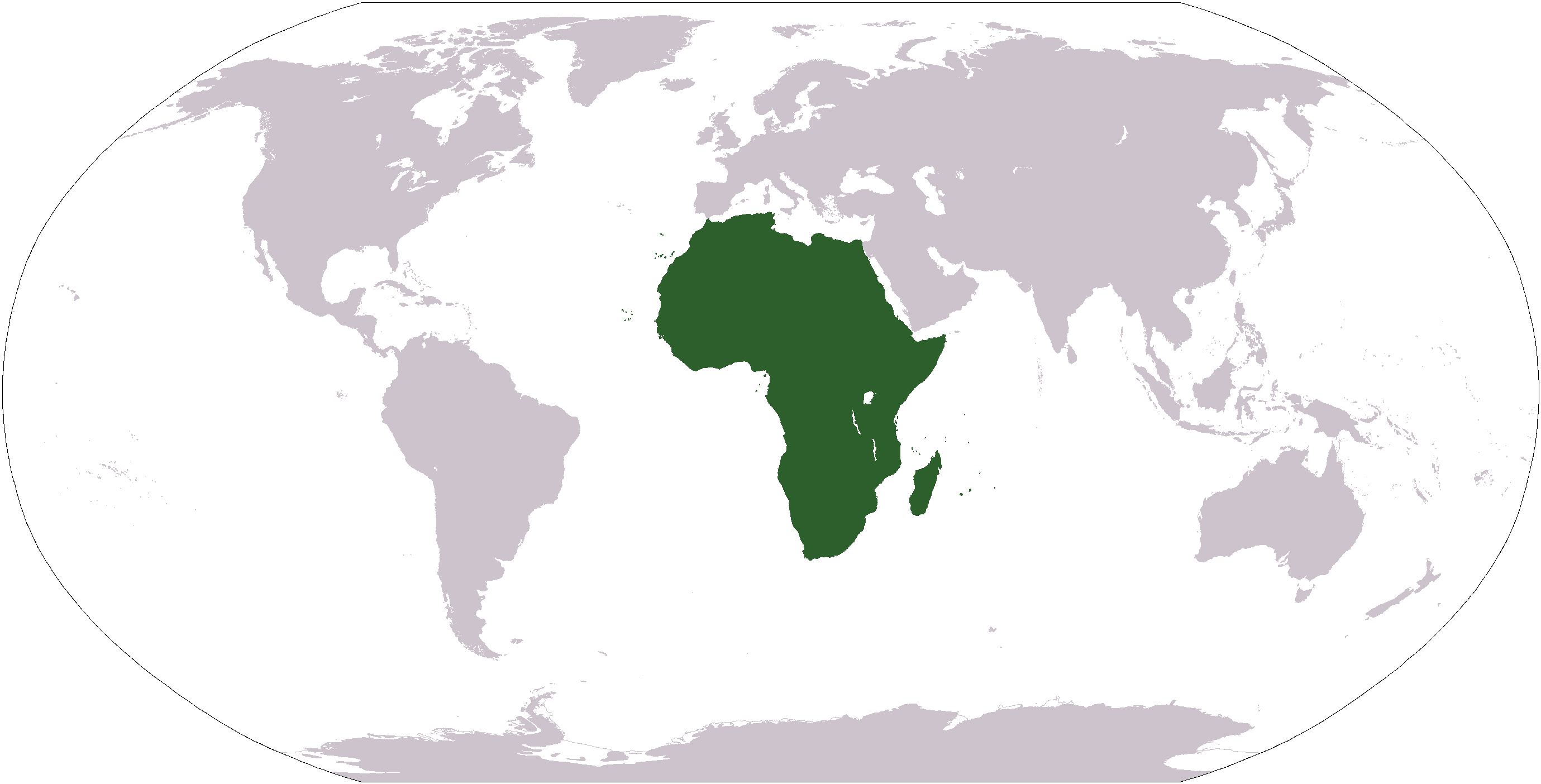
アフリカの位置

アフリカは61のテリトリー（うち独立国が53）を擁する大陸で、地球上で南半球に広がる大陸では最大のものである。大陸本土と周辺の島嶼部をあわせ30,368,609km2の面積がある。
アフリカはヨーロッパとの間に地中海を挟み、アジアとの間に紅海を挟み、北東端にある130km幅のスエズ地峡でアジアと繋がっている。地政学の見地ではスエズ運河の東に位置するエジプトのシナイ半島はアフリカの一部とされることが多い。最北端のベン・サッカ岬から最南端のアガラス岬まで南北の長さはおよそ8,000km、最西端のヴェルデ岬から最東端のハーフーン岬まで東西の幅はおよそ7,400kmである。海岸線の総延長は26,000kmだが海岸線が単調なので、はるかに小さなヨーロッパ（総面積10,400,000km2）の32,000kmと比較しても短い。
アフリカ大陸では、東半球の北側を東西方向に走る構造線の一部と、大陸を南へと走る南北の構造線がみられる。よってアフリカは直交する2つのセグメントで構成されていることがわかる。そしてここから分岐する副次的な構造線がある。

## 地理的特徴

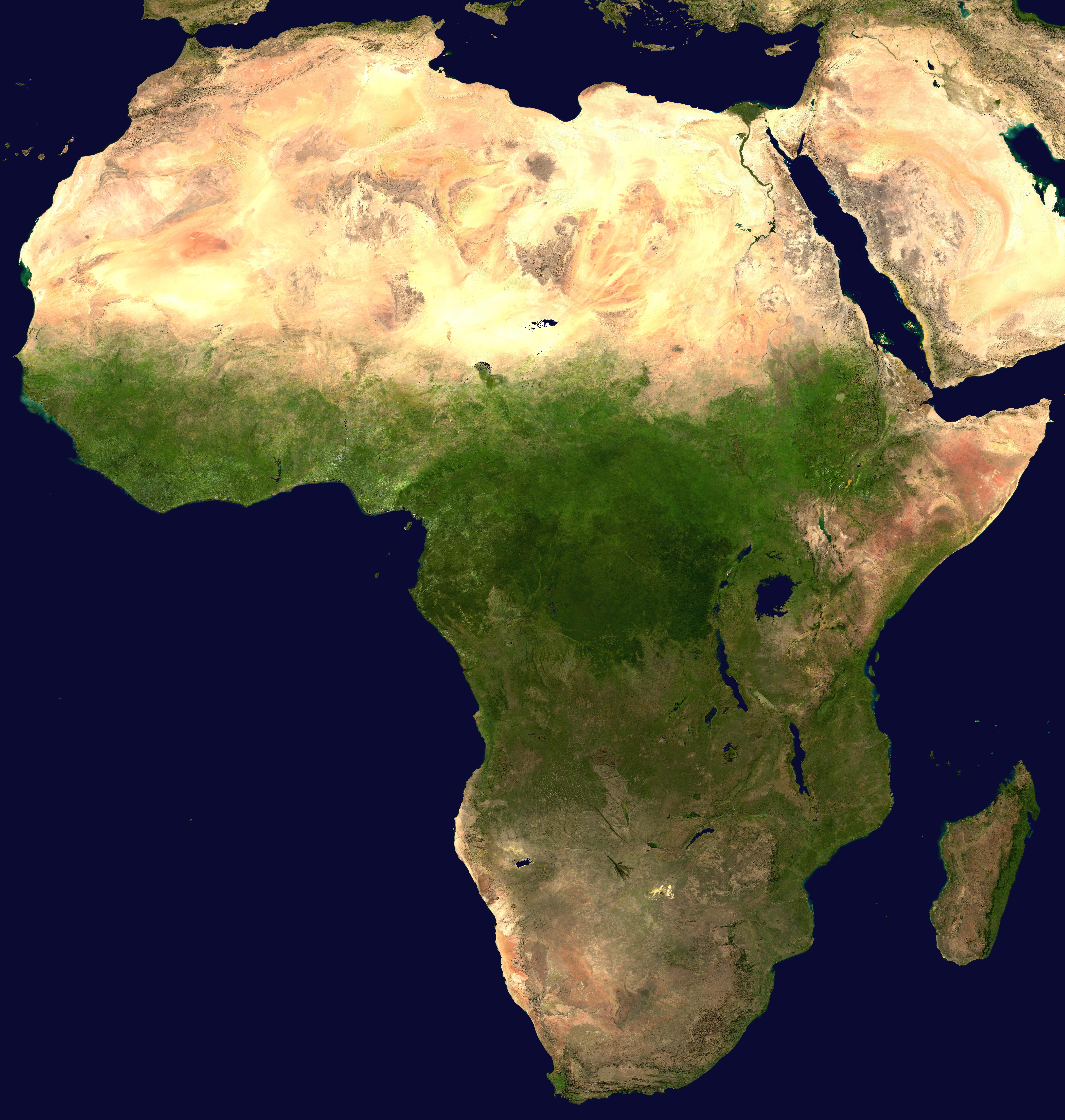
人工衛星からみたアフリカ

アフリカ大陸の平均海抜は約600mで、北アメリカや南アメリカの平均海抜とほぼ等しく、アジアの950mよりかなり低い。他の大陸とは対照的に、標高が極めて高い地域もきわめて低い地域もその面積は比較的小さく、海抜180m以下の土地は驚くほど狭い。最高点の標高がアジアや南アメリカと比較して低いばかりか、標高3,000mを超える地域も珍しく、独立峰や一部山脈にみられるにすぎない。台地とその表面から突き出す高峰や山脈こそがこの大陸の特徴である。（このような独立峰や山脈の影響は大きく、 [Inselberg-landschaft]という用語がこの種の地域の特徴の記述にドイツで考案されたが、これはアフリカ特有の風の振る舞いの大きな原因であると考えられている。）
標高の高い土地は東部と南部にみられ、北や西へ行くほど標高は徐々に低下する。平野とアトラス山脈を除くと、この大陸は大きく高台地と低台地の2つに分類できよう。その境界は紅海中部と西海岸の南緯6度付近を結ぶ南東側に湾曲した線となる。
アフリカは地理的に複数のゾーンに分類できる。
- 海岸平野 - 海岸線がマングローブの生い茂る湿地であることも多く、河川の流域を除き海岸からの奥行きは狭い。比較的新しい沖積平野は主要河川の三角州であることが多い。いたるところにみられる海岸平野は、内陸高原の懐までのわずかな平地にすぎない
- アトラス山脈 - 山岳学の観点から大陸の他の部分とは区別される。不毛の沙漠（サハラ沙漠）で分断され大陸の残りの地域とは無関係に存在する。
- 東部と南部の高原地方
- 北部と西部の平地

第3と第4については以下に詳述する。

### 高原地方

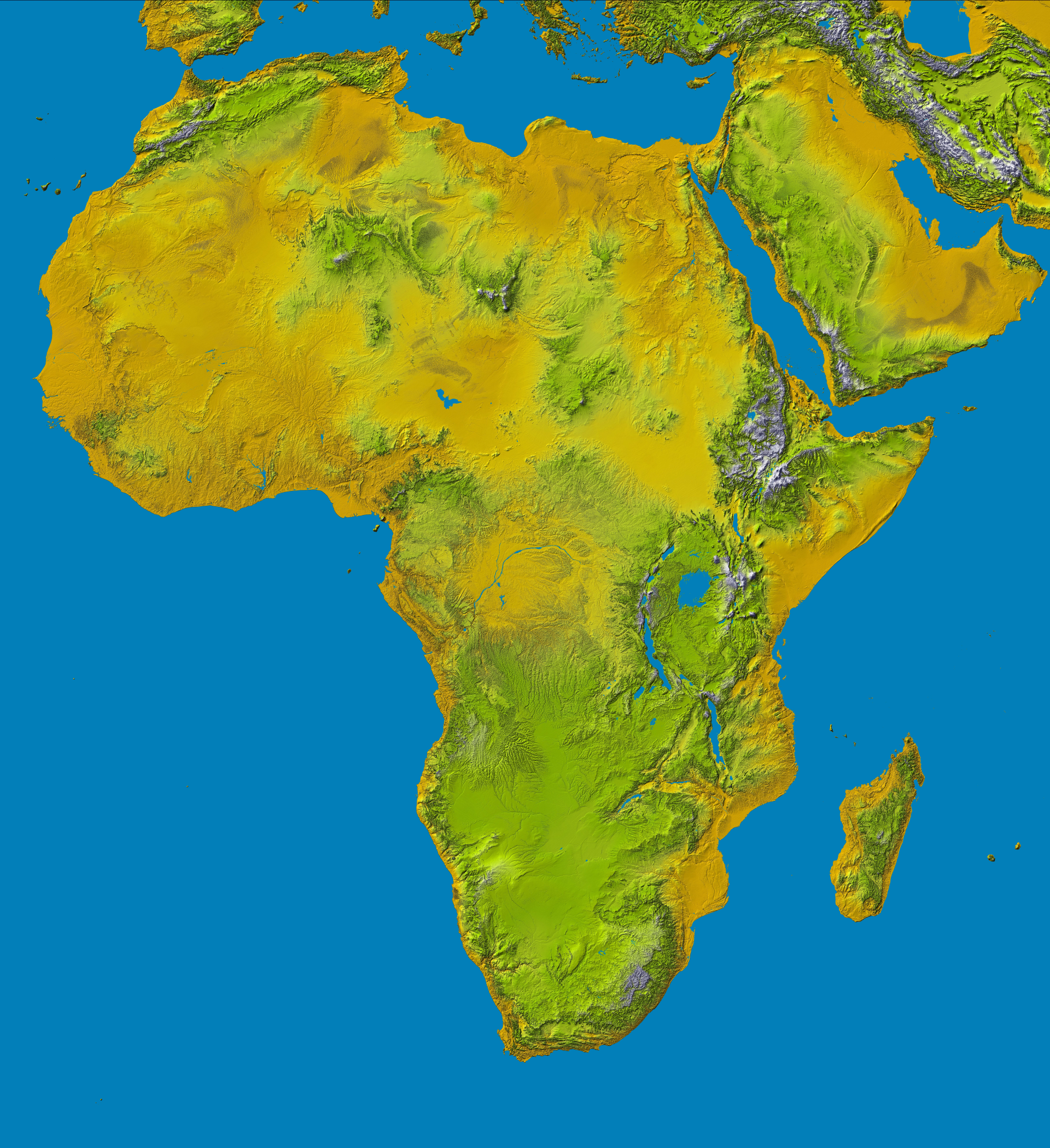
アフリカの地勢

南部と東部の高原で標高が600mを割ることはまずなく、平均海抜は1,000m程度である。南アフリカ高原は南緯12度付近から東・西・南の3方向へ幾つもの高地がうねり、その後急傾斜で海岸に至る。その形状は伏せた茶托によく似ている。アフリカ南部では低地を挟んで3つの高原が向き合う。この大きな低地グレートカルー (Great Karoo) は、乾燥してやせた土地であるが、高原そのものも一部はカラハリ沙漠という一層不毛な土地である。
南アフリカ高原は北東部にゆくと標高がやや高くなり、やや性格の違う東アフリカ高原に連続する。高地帯の東側にある構造線が東西に拡張しこれがいくつものゾーンに分岐して南北に走り、山地・台地・くぼ地を形成した。圧巻なのは東西2つの地溝帯の存在だが、これは地殻のセグメント全体が沈降して生じたものであり、その底には巨大湖がある。南部に向かうにつれ2つの地溝帯は収束し、ひとつの大きな谷をつくる。そこにできたのがマラウィ湖である。南部ではあまり目立たないがそれはこの系としては隆起や沈降が小さいためである。
さらに北へゆくと西側の沈降は大地溝帯とよばれるようになり、その長さの半分以上が水面となって、タンガニーカ湖、キブ湖、エドワード湖、アルバート湖というアフリカ大湖沼を形成する。タンガニーカ湖は長さ600kmを超える世界最長の淡水湖である。この大地溝帯にはいくつもの活火山があるが、東トラフの東側でほぼ子午線上に並ぶ。東部の陥没帯は東アフリカトラフまたは東リフト・バレーといわれ、ここには小さな塩湖が点在するが、これを水源とする河川はない。唯一西リフトバレーの湖水群に比肩する大きさの湖はトゥルカナ湖である。
リフト・バレーから東に程近く、キリマンジャロ山がある。山上にキボとマウェンズィという2つの峰があり、後者は標高5,889mでアフリカ最高峰である。そして近くにケニヤ山もあり、標高は5,184mである。西トラフの東側にあるルウェンゾリ山地も同様に重要で最高峰は5,000mを超える。地溝帯のその他の火山としては、キブ湖の北にあるキルンガ（ムフンビロ）山群が今も活動中である。
アフリカの高地として3つ目に挙げるのはエチオピア高原であるが、標高1,500m以上の土地面積では大陸一で、起伏の激しい山が連なりその標高は4,600-4,900mになる。この一帯は東アフリカ・トラフのすぐ西にあり、この先は東への支脈とわかれて北に続き紅海に没する。中央にある円形の盆地にはタナ湖がある。
大陸の東西で高原は海岸線と並行して細長く続くが、東部エチオピアの山岳地帯はその後紅海に沿って北上し山稜の標高は2,000mほどで推移する。西部では高地帯は幅広くなるが標高は低くなる。ギニア湾の内奥から内陸に入ったあたりがもっとも山深い一帯だが、その標高は1,800-2,400mになる。文字通りギニア湾の最奥にあるのが活火山のカメルーン山で標高は4,075m、ここから南西に火山島が点々と連なる。そのもっとも大陸側のビオコ島にあるマラボ山は標高3,008mである。大陸最西端にあるフタジャロン高原はニジェール川やガンビア川などの分水界として重要だが、これより西や北にはアトラス山系に至るまで高地といえるものは存在しない。

### 平地
北緯17度より北は東海岸から西海岸にいたるまでほとんどが沙漠である。アフリカ大陸の西から東、そしてこれに続き北から南へと、内陸中央部に交互に盆地と高地が存在する。そのうちもっとも目立つものは、赤道直下で円形にひろがるコンゴ盆地だが、かつては内海だったらしい。
不毛なサハラ沙漠は世界最大の沙漠で、総面積は9,000,000km2、西は大西洋岸から東は紅海岸まで至る。全域がゆるやかな高原状だが一部に山地もあり、アルジェリア・アハガル高原のタハト山の標高は2,918m、チャド・ティベスティ山地のエミクーシ山は3,475mである。地中海とは北西をアトラス山脈で、北東を岩の平原で区切られ、北東端はナイルデルタに達する。ナイル川は沙漠のただなかを沙漠とは無関係に貫流する。アトラス山脈は大陸北西部にあり、北には地中海、南には幅160kmほどの草原がひろがる。内陸側の斜面からは数多くのワジ（枯れ川）がサハラに向かう。現在沙漠である地域にはかつて水流があった。
サハラ沙漠の南に広がる平原をサヘルという。
以下の表でアフリカ大陸のおもな山と湖のおよその標高を示す。
| 山の名称             | 標高：m |
| -------------------- | ------- |
| ルングウェ山         | 2981    |
| ドラケンスバーグ山脈 | 3482    |
| アバディア山脈       | 4001    |
| カメルーン山         | 4095    |
| ツブカル山           | 4167    |
| エルゴン山           | 4321    |
| カリシンビ山         | 4507    |
| シミエン山地         | 4533    |
| メルー山             | 4566    |
| ルウェンゾリ山地     | 5109    |
| ケニア山             | 5199    |
| キリマンジャロ       | 5895    |

| 湖の名称         | 面積：km2 | 標高：m |
| ---------------- | --------- | ------- |
| チャド湖         | ・・・    | 259     |
| マインドンベ湖   | ・・・    | 335     |
| トゥルカナ湖     | ・・・    | 381     |
| マラウイ湖       | ・・・    | 501     |
| アルバート湖     | ・・・    | 618     |
| タンガニーカ湖   | ・・・    | 800     |
| ンガミ湖         | ・・・    | 899     |
| ムウェル湖       | ・・・    | 914     |
| エドワード湖     | ・・・    | 916     |
| バングウェウル湖 | ・・・    | 1128    |
| ヴィクトリア湖   | ・・・    | 1134    |
| アバヤ湖         | ・・・    | 1280    |
| キブ湖           | ・・・    | 1472    |
| タナ湖           | ・・・    | 1734    |
| ナイバシャ湖     | ・・・    | 1870    |

## 水系

### 河川
アフリカの高原の外周斜面を流れる河川の多くは河口までの水路が比較的短い。しかし大河川は水源地帯から河口までの間、内陸高地で長い距離を流れる。アフリカ大陸の河川水の多くが北と西の海へ流れるが、これは大西洋の水系とも言い換えることができる。
東アフリカ高原の湖水はナイル川とコンゴ川の水源となるが、前者は大陸最長の川であり後者は流域面積でも流量でもアフリカ大陸最大の川である。
上ナイル川は赤道付近の山岳地帯が源流である。そこから水流は東に向かいアフリカ最大のビクトリア湖（69,480km2）に流れ込み、さらに西北に流れてアルバート湖でエドワード湖からの支流と合流し、水量を増して北へ流れる。北緯7-10度の間で川は湿地帯を流れる。アルガザル川が西から合流し、エチオピア高原を水源とするソバト川、青ナイル川、アトバラ川が合流したのち、沙漠の中に肥沃な河川敷を一筋残して大三角州を経て地中海へと流入する。
コンゴ川の源流で最奥に発するのがチャンベシ川で、南西に流れて湿地の中のバングウェウル湖に流入する。この湖からコンゴ川という名称になる。まず南に流れ、北に転じるとムウェル湖を経て鬱蒼とした森林の中の盆地を下り、数多くの支流と合流して水量を増しながら大きく大きく反時計回りに方向を変えて西南に向き、最後に西部高原を経て大西洋に注ぐ。
コンゴ川流域の北方、地形のうねりで分かたれたところにあるのがチャド湖の流域である。この水源はおもに南西から流れ込むシャリ川の水である。
この西にあるのがアフリカで3番目の大河ニジェール川の流域である。水源ははるか西方にあり、ナイル川やコンゴ川とは流れる方向が全く違う。しかし流れ込むのは大西洋で、この川筋を確定する目的でヨーロッパの地理学者は何世紀も費やしこの流域を探検した。主要な支流は東から流れ込むベヌエ川である。
これら河川の流域は北アフリカと西アフリカで低地のかなりの面積を占める。乾燥地帯では内陸河川が海に届かずに消滅することは注記に値する。
大西洋に流入する主要河川にはほかに、東海岸近くのドラケンスバーグ山脈に発して大陸南端を東西に横断するオレンジ川、大陸南部西海岸沿いの高原から西に流れるクネネ川・クワンザ川・オゴウェ川・サナガ川、西アフリカの高地を水源地にするヴォルタ川・コモエ川・バンダマ川・ガンビア川・セネガル川がある。セネガルの北1,600km以上は沙漠が海岸線に達し河川がない。それ以北ではアトラス山脈から大西洋や地中海に流れる小河川がある。
インド洋に流入する河川で最大のものは西海岸に近い内陸高原を水源地とするザンベジ川である。主流の源流は南緯11度21分、東経24度22分、標高1,500mである。水源地でしばらく南東に流れ、その後北東に転じ、東のインド洋に注ぐ。マラウイ湖を水源とするシャイア川ほかおもな支流は南緯12度付近を東西に横断する高地を南に流れ下る。ザンベジ水系は南西部でタウケ川（別名ティオゲ川）と増水時に交錯する。タウケ川の残りの水はその下流でオカヴァンゴ川となり、かつてのンガミ湖が干上がった跡の湿地に流入すると消滅する。
その南にあるリンポポ川は内陸高地の一部を流域として、海岸近くで向かい合う高地の間を流れる。ルヴマ川・ルフィジ川・タナ川・ジュバ川・シェベリ川は東アフリカ高原の斜面を流れ、海岸線近くの三角州で消滅する。アワッシュ川はエチオピア高原に発し、アデン湾近くのくぼ地で消滅する。
最後に海洋ではなく、東アフリカ高原の大地溝帯の湖に流入する河川をあげる。その最大のものがオモ川であるが、エチオピア高原に降った大量の雨水をトゥルカナ湖に流し込む。アフリカでは河川や湖沼による水運の大ネットワークが形成できようが、その鍵は河口の砂洲や瀑布という障害にどう対処するかである。

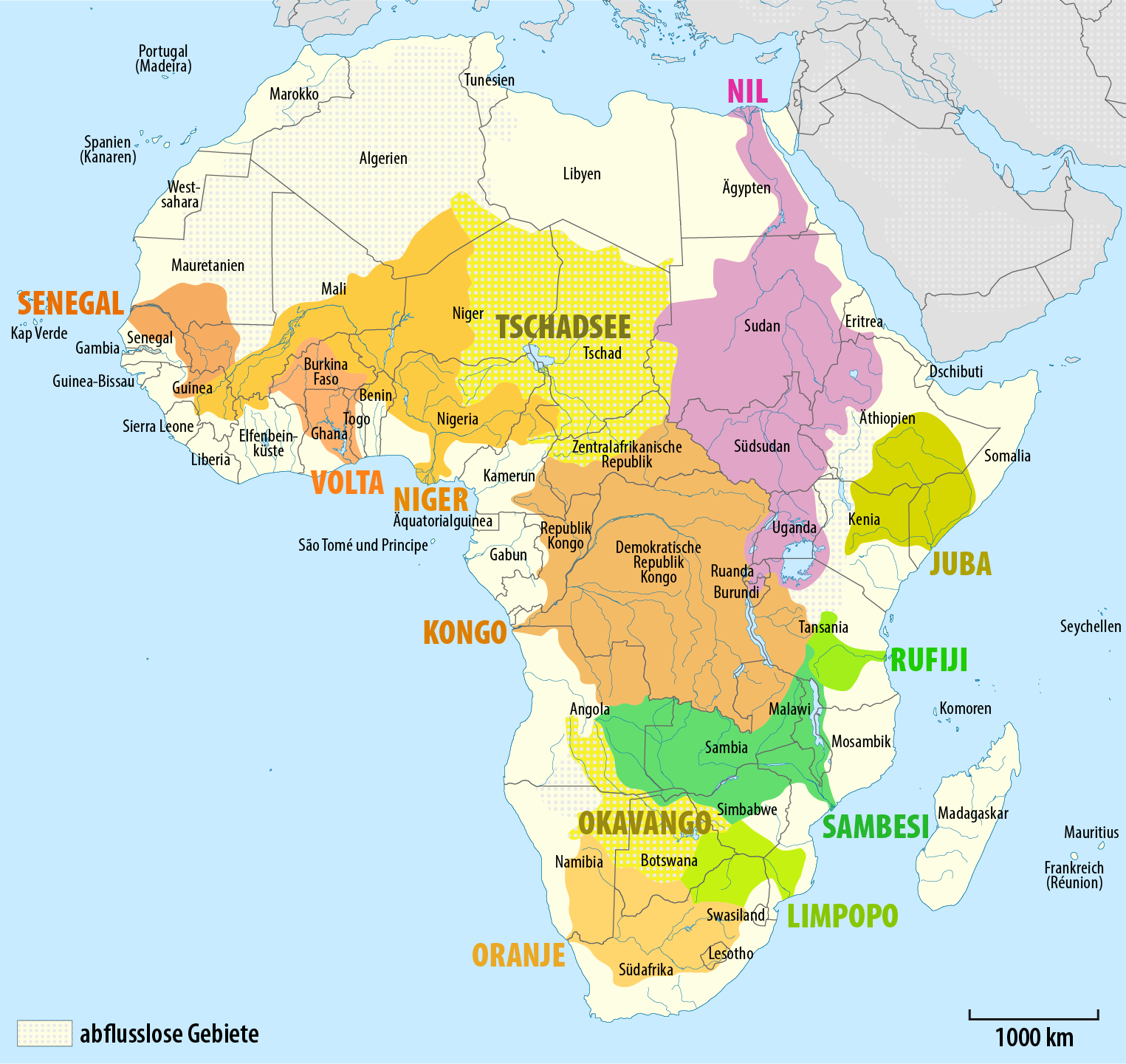
アフリカ大陸の主な河川の流域を示す地図。河川名又は湖沼名別に色分けされている。

Dr. A. Bludau(Petermanns Mitteilungen, 43, 1897, pp. 184-186)によるアフリカの水系別流域面積は次のとおり。
|              | ×1,000,000km2 |
| ------------ | ------------- |
| 大西洋水系   | 10.541        |
| 地中海水系   | 4.351         |
| インド洋水系 | 5.403         |
| 内陸水系     | 8.941         |

河川・湖沼別流域面積は次のとおり。
| 名称                                       | 長さ：km | ×1,000,000km2 |
| ------------------------------------------ | -------- | ------------- |
| コンゴ川                                   | 4800     | 3.691         |
| ナイル川                                   | 6500     | 2.802         |
| ニジェール川                               | 4200     | 2.093         |
| ザンベジ川                                 | 3200     | 1.330         |
| チャド湖                                   | ・・・   | 1.020         |
| オレンジ川                                 | 2100     | 0.9596        |
| オレンジ川（実際の流域面積：乾燥地を除く） | ・・・   | 0.447         |

コンゴ川の流域面積はアマゾン川に次いで広い。アフリカの内陸水系の流域面積はアジアの約10,000,000km2に次いで広い。

### 湖沼
アフリカの主要湖沼は東アフリカ高原の説明中に触れたが、ここで補足をしておく。大地溝帯にある湖には湖底の傾斜が急でしかもきわめて深いものがある。これはタンガニーカ湖とマラウイ湖では顕著で、マラウイ湖の水深は790mにも達する。
しかしその他は浅く、乾季には地溝帯の急斜面にまで水位が上昇しない。マラウイ湖の北側のくぼ地にあるルクワ湖などはその一例であり、東地溝帯にあるエヤシ湖やマニャラ湖も同様である。開豁な地表にある湖は浅く、ビクトリア湖でも水深は90m弱である。
東アフリカ以外の地域にある主要湖沼は、北部にある内陸水系のチャド湖、コンゴ川の上流域にあるバングウェウル湖とムウェル湖、コンゴ川の湾曲部にあるマイ＝ンドンベ湖とトゥンバ湖などである。ムウェル湖を除きみな浅い。チャド湖は干上がりつつある。
東アフリカの湖沼の成因についてはさまざまな仮説が提唱されてきた。たとえば、一部の地質学者はかつてコンゴ盆地全体が海底だった頃にタンガニーカ湖も海の一部だったと考える。別の仮説は湖水は陥没により生じたくぼ地に溜まったものであるとする。ちなみに前者の見解はクラゲ、軟体動物、エビ、カニなど海洋性の生物が湖に生息するのを根拠としている。

## 島嶼
マダガスカル島を除きアフリカの島は小さい。マダガスカル島の面積は595,230km2で、グリーンランド・ニューギニア・ボルネオ島につぎ世界で4番目に大きい。アフリカ大陸の南東海岸沖、モザンビーク海峡を隔てて400kmの距離にある。マダガスカルではその全域でアフリカと南アジアに共通する動植物相がみられる。マダガスカルの東沖のインド洋にはモーリシャスとレユニオンの諸島がある。ソコトラ島（イエメン領）はグアルダフィ岬（ソマリア）の北東に位置する。北西海岸の沖の大西洋にはカナリア諸島とカーボベルデ列島があるが、これらはギニア湾に浮かぶ小島群と同様に火山島である。

## 気候

植生の季節変動、2月と8月

大陸のかなりの面積が熱帯に属し、赤道を挟んで南北への広がりがほぼ等しいため、アフリカでは各地の気温に劇的な違いはみられない。
北アフリカの低地と砂漠地帯では高温になることがあり、大陸の広い地域で海洋の影響を受けず、昼夜の温度較差や夏冬の温度較差が大きい。（夜間の放射冷却や空気の希薄さ、極低湿度によりサハラでは最低気温が氷点下になることもある。）
これより南では海洋からもたらされる湿気により熱はいくらか緩和される。また東アフリカをはじめ標高が高い地域では、気温の日較差はコンゴ盆地やギニア湾岸より拡大する。
大陸の北端や南端の気候は温暖であるが、北側の地域は南側の地域より全般に気温が高い。その理由は大陸の南側では陸地の東西幅が狭く、海洋の影響が気候により反映されやすいからである。
気候上アフリカの地域間較差が最も大きいのは降水量である。灼熱したサハラ砂漠とこれより小ぶりなカラハリ砂漠ではきわめて少量の雨が降るが、海洋からの風は周囲の高地を通過しながらその湿気を（雨として）失ってのちこのような沙漠に吹き込む。そして日射により灼熱した内陸の大地で熱せられさらに湿度が低下する。またアフリカ中部には山岳地帯があまりないためこの一帯では急激な上昇気流が起こりにくく水蒸気が凝結しにくい。熱帯地域の降水量は太陽が天頂を通過する直後に最大となる。そこで赤道付近では年に2回太陽が天頂を通過するため雨季が2度あり降水量も最大、北回帰線・南回帰線付近では雨季が1度になり降水量もやや少なめになる。
多雨地帯の様子は東西で大きく違う。北部の乾燥気候帯は東海岸に沿って南に拡がり、南部の乾燥気候帯は西海岸に沿って北に拡がる。熱帯のギニア湾岸地方やナイル川上流域では集中豪雨が発生し、世界の多雨地帯のひとつに数えられる。アフリカでもっとも雨が多い地域はカメルーン山の西側の海岸地帯で、平均年間降水量は約9,910mmである。ちなみに世界最高はインドのメガラヤ州にあるチェラプンジで約11,630mmである。
赤道地帯では年に2度の雨季があるが、南北の回帰線に近づくにつれ1度に集約されてゆく。高山では降雪があり、頂上付近は高山性気候である。
サハラ沙漠に隣接する地域では、微細な砂粒をともなうきわめて乾燥した風が沙漠から海に向かって吹き荒れる。こうした風は、エジプトではハムシン、地中海地方ではシロッコ、ギニア湾岸ではハルマッタンとよばれる。灼熱の風ではないが、きわめて乾燥しているので湿気の蒸散が早く風邪の原因ともなる。同じような乾燥風は南部のカラハリ沙漠でも吹く。東海岸ではインド洋から季節風が吹き、南東部では時折サイクロンが襲来する。

## アフリカの極点
大陸・州（六大州）のどちらで見た場合も域内を赤道及び本初子午線が通っているため、緯度は北緯・南緯（北半球・南半球）、経度は東経・西経（東半球・西半球）の境界が全て存在する。これは五大陸の中でアフリカが唯一である。
| | 北端 北緯37度33分35秒 東経8度57分21秒 / 北緯37.55972度 東経8.95583度 チュニジア ビゼルト県ガリテ諸島 ↑     |                                                                                                  |
| 西端 北緯17度3分11秒 西経25度21分40秒 / 北緯17.05306度 西経25.36111度← カーボベルデ サント・アンタン島 | 中心点 北緯1度21分47.5秒 東経19度4分13.5秒 / 北緯1.363194度 東経19.070417度 コンゴ民主共和国赤道州マコンザ | 東端 →南緯19度42分39秒 東経63度30分7秒 / 南緯19.71083度 東経63.50194度 モーリシャス ロドリゲス島 |
| | ↓ 南端 南緯34度50分0秒 東経19度59分56秒 / 南緯34.83333度 東経19.99889度 南アフリカ 西ケープ州アガラス岬    |                                                                                                  |

| | 北端 北緯37度20分50秒 東経9度44分42秒 / 北緯37.34722度 東経9.74500度 チュニジア ビゼルト県アンジェラ岬 ↑  | |
| 西端 北緯14度44分27秒 西経17度31分48秒 / 北緯14.74083度 西経17.53000度← セネガル ダカール州アルマディ岬 | 中心点 北緯1度15分25秒 東経16度56分33秒 / 北緯1.25694度 東経16.94250度 コンゴ共和国リクアラ地方イポーナ郡 | 東端 →北緯10度26分36秒 東経51度24分54秒 / 北緯10.44333度 東経51.41500度 ソマリア バリ州ハーフーン岬            |
| | ↓ 南端 南緯34度50分0秒 東経19度59分56秒 / 南緯34.83333度 東経19.99889度 南アフリカ 西ケープ州アガラス岬   | 到達不能極 北緯5度39分1秒 東経26度10分13秒 / 北緯5.65028度 東経26.17028度 中央アフリカ共和国オー・ムボム州オボ |

## 脚註
- この記事にはアメリカ合衆国内で著作権が消滅した次の百科事典本文を含む: Chisholm, Hugh, ed. (1911). "Africa". Encyclopædia Britannica (英語). Vol. 1 (11th ed.). Cambridge University Press. p. 320-325.